# NGC 347
NGC 347 је спирална галаксија у сазвежђу Кит која се налази на NGC листи објеката дубоког неба.
Деклинација објекта је - 6° 44' 1" а ректасцензија 1h 1m 35,1s. Привидна величина (магнитуда) објекта NGC 347 износи 14,8 а фотографска магнитуда 15,6. NGC 347 је још познат и под ознакама MCG -1-3-63, PGC 3673.